# Ruck Zuck (EP)
Ruck Zuck – remix minialbum niemieckiego zespołu industrialnego KMFDM, wydany 9 maja 2006 roku. Zawiera zremiksowane utwory z czternastego albumu studyjnego Hau Ruck.

## Lista utworów
1. „Free Your Hate” (Käptn's Krunch Mix) - 4:49
2. „Mini Mini Mini” (J.Hogstorm and the Rain City Swingin' Samples Mix) (cover Jacques’a Dutronca) - 3:11
3. „Professional Killer” (The One and Only Mix) - 6:26
4. „Ready to Blow” (Dwarves Mix) - 4:02
5. „Hau Ruck” (Spezial K Mix) - 3:42
6. „Real Thing” (Nude Mix) - 5:55
7. „Der Mussolini” (cover D.A.F.) - 3:56
8. „WWIII” (The One and Only 'Extended' Mix) - 6:06
9. „Ansage” - 3:09